# Three Flavours Cornetto
La trilogía Three Flavors Cornetto (también denominada a veces the Cornetto trilogy (Trilogía del Cornetto, en español) o the Blood and Ice Cream trilogy) es una serie de películas de género de comedia antológicas británica dirigidas por Edgar Wright, escritas por Wright y Simon Pegg, producida por Nira Park y protagonizada principalmente por Pegg y Nick Frost. La trilogía se conforma de Shaun of the Dead (2004), Hot Fuzz (2007) y The World's End (2013).
La trilogía de películas no comparte una historia o temas amplios, y lleva su nombre de las repetidas referencias pasajeras a los conos de helado Cornetto. Se produjeron con un presupuesto total de 38 millones de dólares, recaudando más de 156 millones de dólares en todo el mundo; además, las tres películas han cosechado elogios generalizados de la crítica. Además de las breves referencias a la marca de helados, las películas tienen otros elementos comunes: cada una presenta el romance y la lucha con la madurez como temas recurrentes.
El nombre también es una referencia a la trilogía francesa Three Colors (1993-1994) del director Krzysztof Kieślowski.

## Películas
| Película          | Fecha de lanzamiento  | Sabor del Cornetto | Director     | Guionista(s)              | Productor                           |
| ----------------- | --------------------- | ------------------ | ------------ | ------------------------- | ----------------------------------- |
| Shaun of the Dead | 9 de abril de 2004    | Fresa              | Edgar Wright | Edgar Wright & Simon Pegg | Nira Park                           |
| Hot Fuzz          | 16 de febrero de 2007 | Clásico            | Edgar Wright | Edgar Wright & Simon Pegg | Nira Park, Tim Bevan & Eric Fellner |
| The World's End   | 19 de julio de 2013   | Menta              | Edgar Wright | Edgar Wright & Simon Pegg | Nira Park, Tim Bevan & Eric Fellner |

### Shaun of the Dead
La primera película es Shaun of the Dead, una película de comedia romántica de zombis estrenada en 2004 (autodenominada "rom-zom-com" ). Pegg interpreta a Shaun, un hombre que intenta enfocarse en su vida mientras lidia con su novia, su madre y su padrastro en medio de un apocalípsis zombi.
Las referencias a Cornetto en la trilogía comienza con una escena en la que Shaun compra un cono para su amigo Ed (Frost) a pedido de este, cuando Ed se despierta aturdido y con una resaca terrible después de una noche de copas. El director Edgar Wright ha dicho que solía usar Cornettos como cura para la resaca.

### Hot Fuzz
La segunda película es Hot Fuzz, una comedia de acción de policías amigos estrenada en 2007. Pegg y Frost interpretan a 2 policías que investigan una serie de misteriosas muertes en el pequeño pueblo de Stanford; ellos son Danny Butterman (Frost) que es nacido y criado en el lugar y Nicholas Angel (Pegg), un eficaz policía acostumbrado a la ajetreada vida y rutina de las fuerzas del orden de Londres que es enviado a trabajar a ese pueblo. Los dos oficiales compran conos de Cornetto en una tienda de conveniencia en varios momentos, y un trozo del envoltorio cae sobre el mostrador cuando Ángel luego hace otras compras en una estación de servicio de la autopista.

### The World's End
La tercera entrega es The World's End, una comedia apocalíptica de ciencia ficción de 2013. La película sigue a un grupo de amigos, liderados por Gary King (Pegg), que se reúnen para intentar de nuevo un recorrido por bares, mientras lidian con la ocupación alienígena de su ciudad natal. En la escena final de la película, un envoltorio de Cornetto pasa volando con la brisa y se engancha brevemente en una cerca de alambre.
Wright dijo en una entrevista para Entertainment Weekly: "Pensamos que sería una idea divertida hacer una película de ciencia ficción en la que incluso las personas que van a ser tus salvadores sean martilladas". 

## Conexiones y temas
El nombre proviene de una "broma tonta" durante la promoción de Hot Fuzz. Wright había escrito en el helado Cornetto como una cura para la resaca para el personaje de Frost en Shaun of the Dead, basado en sus propias experiencias. En la fiesta posterior a la película, recibieron helados Cornetto gratis, por lo que Wright y Pegg decidieron incluir otra referencia a Cornetto en su próxima película en un intento fallido de obtener más helado gratis. En Hot Fuzz, Wright incluyó un par de breves escenas descartables que se referían a la broma de Cornetto en Shaun... En la gira promocional de Hot Fuzz durante la producción de The World's End, un entrevistador señaló el uso de Cornetto en las dos primeras películas, y Wright dijo en broma que representan una trilogía comparable a la trilogía cinematográfica Three Colors de Krzysztof Kieślowski.
Wright consideró seriamente las tres películas como una trilogía y escribió The World's End para completar los temas establecidos en las películas anteriores, agregando una referencia de Cornetto a la película. Cada película de la trilogía está conectada con un sabor específico de Cornetto que aparece en cada película. Shaun of the Dead presenta un Cornetto con sabor a fresa, que representa los elementos sangrientos de la película, Hot Fuzz incluye el Cornetto azul original, para indicar el elemento policial de la película, y The World's End presenta el verde sabor a menta con chispas de chocolate (aunque solo se muestra por una envoltura atrapada en el viento) que representa a los "hombrecitos verdes" y la ciencia ficción. Según Wright, Wall's, fabricante del Cornetto, estaba "muy satisfecho con la verificación de nombre".
Wright consideró cada una de las películas como un "caballo de Troya", "películas de género que tienen una comedia de relaciones de contrabando dentro de una película de zombis, una película de policías y una película de ciencia ficción". Temáticamente, Wright vio que cada una de las películas contenía temas comunes de "los individuos en un colectivo [...] sobre crecer y [...] sobre los peligros de la adolescencia perpetua". Wright reelaboró el guion de The World's End para concluir sobre estos temas. Las películas están unidas por un conjunto común de actores. Wright, Park, Pegg y Frost colaboraron anteriormente en la serie de televisión Spaced de 1999 a 2001. Martin Freeman, Bill Nighy, Rafe Spall, Julia Deakin, Patricia Franklin y Garth Jennings aparecen en cada una de las películas, así como en otros proyectos de Wright y Pegg. Clark Collis observa en Entertainment Weekly que las películas también presentan "una mordaza corriente que involucra cercas de jardines". 

## Elenco recurrente
Hablando de The World's End, Wright dijo que cualquier actor que apareció en las dos primeras películas también aparecería en la tercera, y agregó: "Incluso recuperamos a Nicola Cunningham, quien interpretó a Mary el zombie en Shaun of the Dead. Y Mark Donovan, así que los dos primeros zombis de Shaun of the Dead están en esto. Los gemelos están en él".
| Actor              | Película                 | Película                | Película                                |
| Actor              | Shaun of the Dead        | Hot Fuzz                | The World's End                         |
| ------------------ | ------------------------ | ----------------------- | --------------------------------------- |
| Simón Pegg         | Shaun                    | Sargento Nicholas Ángel | Gary King                               |
| Nick Frost         | Ed                       | PC Danny Butterman      | Andy Knightley                          |
| Julia Deakin       | Madre de Yvonne          | Mary Porter             | Propietaria B&B                         |
| Martín Freeman     | Declan                   | Sargento                | Oliver Chamberlain                      |
| Bill Nighy         | Philip                   | Inspector Jefe          | La Red (voz)                            |
| Rafe Spall         | Noel                     | DC Andy Cartwright      | Hombre joven                            |
| Patricia Franklin  | Solterona                | Annette Roper           | Dama de la colmena de arriba            |
| Garth Jennings     | Zombi 'muerto divertido' | Adicto al crack         | Hombre en Pub N.º 5                     |
| Peter Serafinowicz | Pete                     |                         | Propietario de Knock, Knock Ginger Home |
| Reece Shearsmith   | Mark                     |                         | Colaborador                             |
| Michael Smiley     | Tyres                    |                         | Rdo. Green                              |
| Nicola Cunningham  | Mary                     |                         | Paciente                                |
| David Bradley      |                          | Arthur Webley           | Basil                                   |
| Paddy Considine    |                          | DS Andy Wainwright      | Steven Prince                           |
| Alicia Lowe        |                          | Tina                    | Comprador de casa                       |

## Recepción

### Taquillas
| Película          | Fecha de estreno      | Ingresos taquilleros | Ingresos taquilleros | Ingresos taquilleros | Ingresos taquilleros | Presupuesto             |
| Película          | Fecha de estreno      | Reino Unido          | Norteamérica         | Otros territorios    | Mundial              | Presupuesto             |
| ----------------- | --------------------- | -------------------- | -------------------- | -------------------- | -------------------- | ----------------------- |
| Shaun of the Dead | 9 de abril de 2004    | $12,349,489          | $13,542,874          | $4,147,029           | $30,039,392          | $6 millones de dólares  |
| Hot Fuzz          | 16 de febrero de 2007 | $41,212,142          | $23,637,265          | $15,724,367          | $80,573,774          | $12 millones de dólares |
| The World's End   | 19 de julio de 2013   | $13,354,358          | $26,004,851          | $6,730,078           | $46,089,287          | $20 millones de dólares |
| Total             | Total                 | $66,915,989          | $63,184,990          | $26,601,474          | $156,702,453         | $38 millones de dólares |

### Respuesta crítica
| Película          | Rotten Tomatoes                                | Metacritic      |
| ----------------- | ---------------------------------------------- | --------------- |
| Shaun of the Dead | 92% (7.77 calificación promedio) (208 reseñas) | 76 (34 reseñas) |
| Hot Fuzz          | 91% (7.65 calificación promedio) (203 reseñas) | 81 (37 reseñas) |
| The World's End   | 89% (7.43 calificación promedio) (235 reseñas) | 81 (45 reseñas) |